# Karl Linsmayer
Karl Linsmayer (ur. 12 kwietnia 1885 w Grazu, zm. 21 grudnia 1931 w Wiedniu) – były austriacki piłkarz i trener.
Jako piłkarz grał w Rapidzie Wiedeń. W 1909 wystąpił w reprezentacji Austrii.
W połowie lat 20. XX wieku przyjechał do Polski, gdzie trenował łódzkie drużyny: Klub Turystów, ŁKS (w latach 1928–1929 prowadził oba kluby w I lidze równocześnie) oraz ŁTSG. W 1931 podpisał kolejny kontrakt z ŁKS-em, ale nagła śmierć zniweczyła plany ponownej pracy w tym klubie.